# Grytfors kraftstation
Grytfors kraftstation är ett vattenkraftverk i Skellefte älv, ca 110 km från älvens utlopp i Bottenviken, som byggdes 1966 - 1968 av Statens Vattenfallsverk och Boliden AB. 1966 upprättades ett avtal om gemensamt tillgodogörande av en 10,3 km lång fallsträcka i Skellefteälven uppströms Gallejaur kraftstation. Sedan Kungl. Maj:t godkänt avtalet bildades AB Grytforsen, döpt efter den största forsen i fallsträckan. Den utnyttjade bruttofallhöjden är 22,4 meter, utbyggnadsvattenföringen är 165 m³/s. Senare så köpte Vattenfall Bolidens andelar i kraftstationen varpå den såldes till Skellefteå Kraft i början av 2000-talet.